# Miconia coriacea
Miconia coriacea là một loài thực vật có hoa trong họ Mua. Loài này được (Sw.) DC. mô tả khoa học đầu tiên năm 1828.

## Hình ảnh

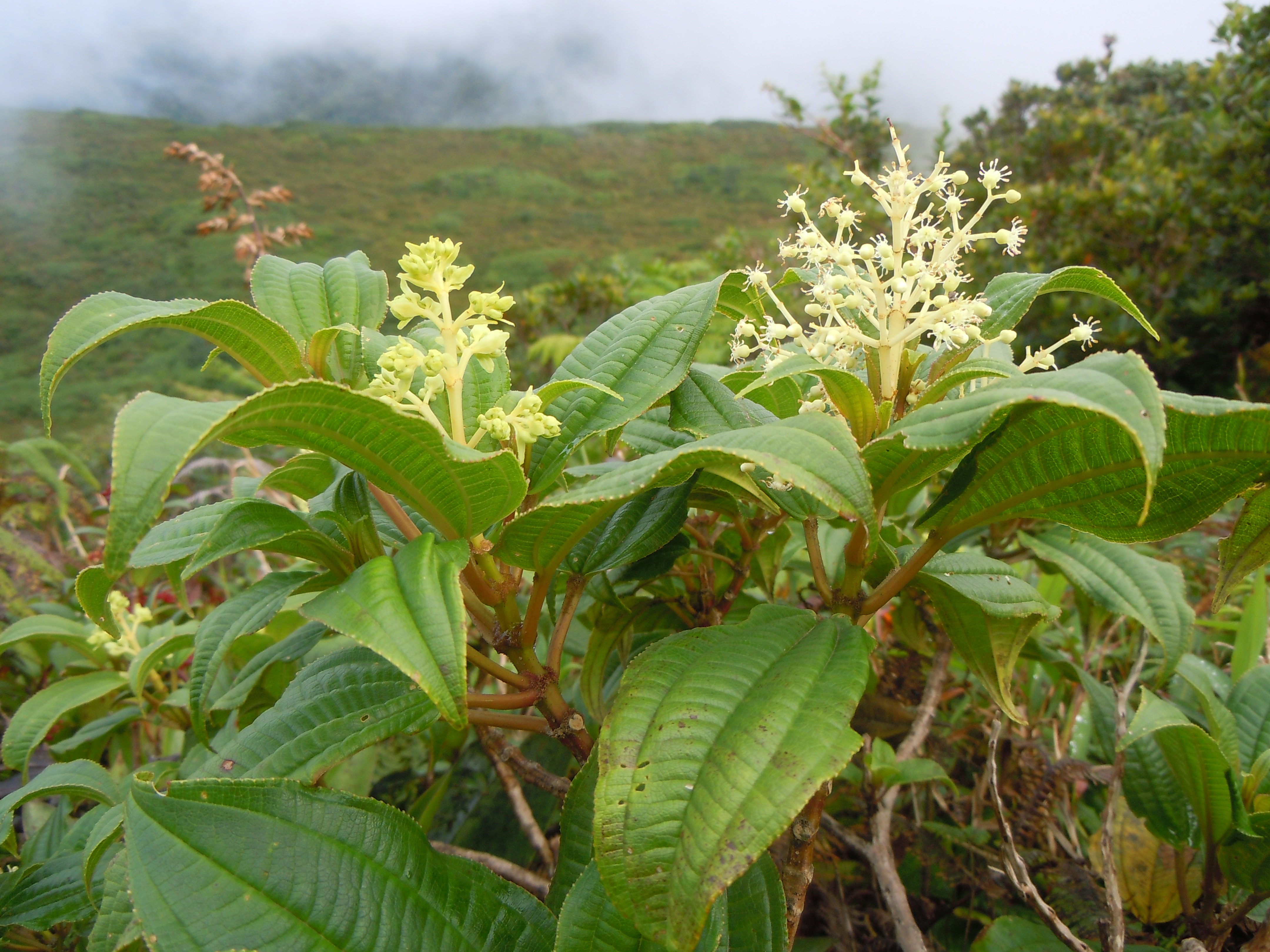